# Tamborilero

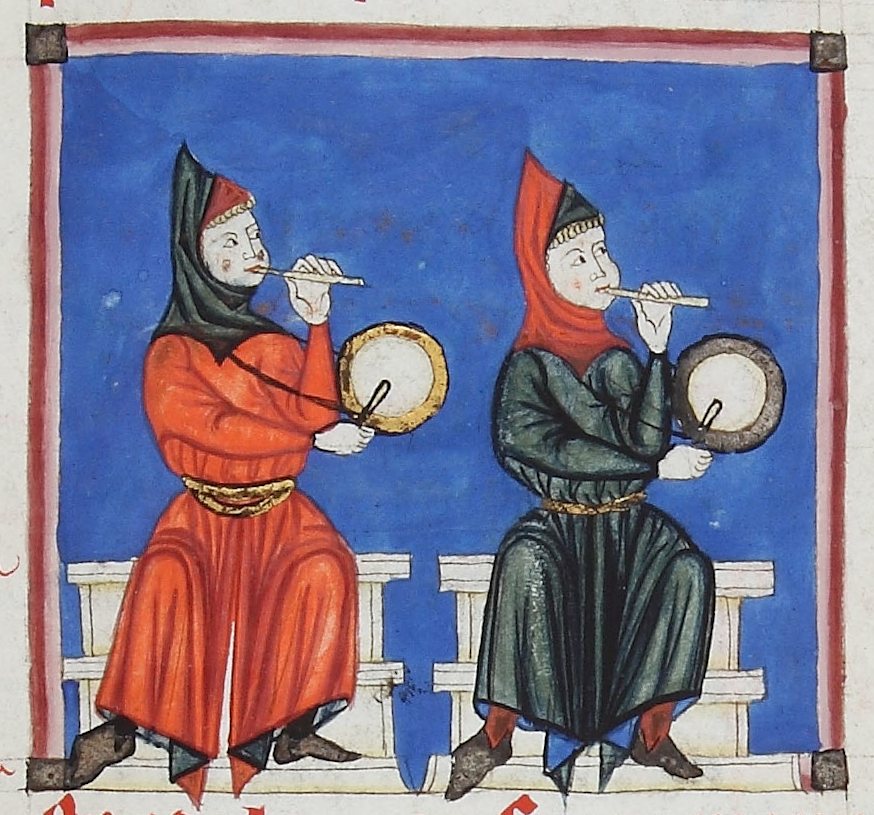
Tamborileros, en una de las miniaturas de las Cantigas de Santa María.

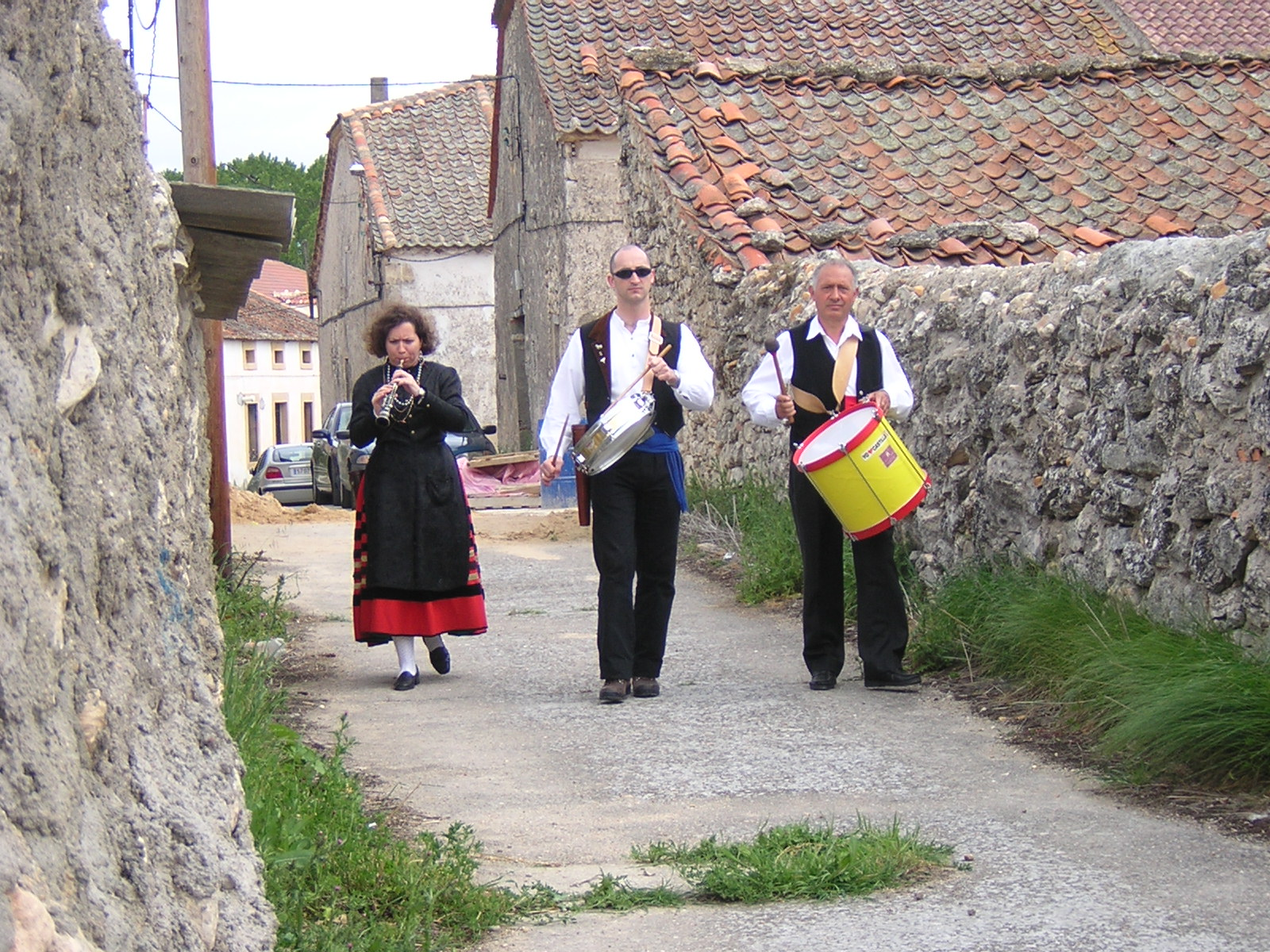
Tamborileros y dulzaineros.

Un tamborilero es toda aquella persona que se encarga o especializa en tocar el tambor o el tamboril, ya sea con las manos, ya sea golpeándolo con unas baquetas, las cuales son una especie de palos finos y alargados que tradicionalmente son de madera, aunque desde el siglo XX también se fabrican de plástico o fibra de carbono.

## Historia
Sus orígenes son militares, ya que los tamborileros se encargaban de insuflar ánimo a las tropas con sus marchas y percusiones. Además estaban muy extendidos como acompañamiento en diversas ceremonias religiosas.
En España hay numerosas fiestas regionales en las que se utiliza a los tamborileros, muchas veces acompañando a los dulzaineros.